# Kwame Nkrumah University of Science and Technology
Kwame Nkrumah University of Science and Technology (afgekort: KNUST) is de op een na oudste universiteit in Ghana, gelegen net buiten Kumasi, de hoofdstad van de regio Ashanti. De universiteit is vernoemd naar Kwame Nkrumah, de eerste premier en de eerste president van Ghana. In de beginjaren was het een onderdeel van de Universiteit van Londen, maar vanaf 1961 is de universiteit officieel onafhankelijk. De rector van de universiteit is Otumfuo Nana Osei Tutu II, de koning van Ashanti, maar de dagelijkse leiding is in handen van vice-rector William Otoo Ellis.

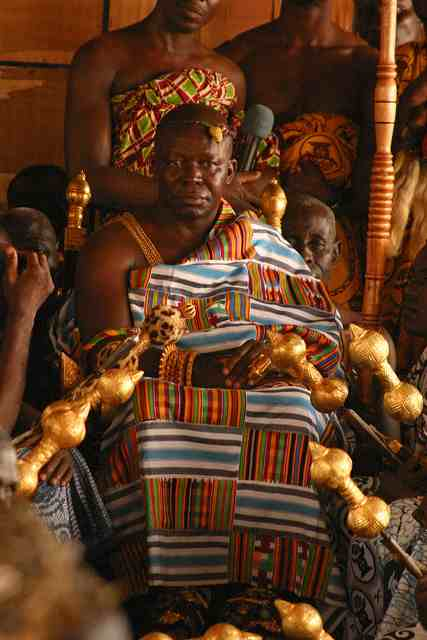
Osei Tutu II, koning van Ashanti en rector van de Kwame Nkrumah University of Science and Technology

De universiteit komt voor in de rankings als de nummer 2 universiteit van Ghana, nummer 23 van Afrika en nummer 2164 van de wereld, en is lid van de Vereniging van Universiteiten van het Gemenebest, de Vereniging van Afrikaanse Universiteiten en de Internationale Vereniging van Universiteiten.

## Geschiedenis

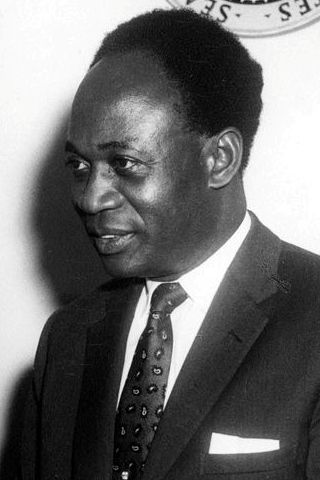
Kwame Nkrumah, de naamgever van de universiteit

Op 6 oktober 1951 werd het Kumasi College of Technology opgericht. Het werd echter pas geopend op 22 januari 1952. 200 studenten begonnen toen aan hun opleiding. In 1952 werden het departement voor handel en de school voor techniek opgericht. Laatstgenoemde instelling bood tot 1955 alleen beroepsopleidingen aan; na die datum werden studies aangeboden die leidden tot een diploma aan de Universiteit van Londen.
In 1953 werd het departement voor farmacie toegevoegd, wat gebeurde toen de voormalige school voor farmacie van het Korle-Bu ziekenhuis in Accra zich aansloot bij de universiteit. In hetzelfde jaar werd ook het departement voor landbouwkunde geopend. In de jaren die volgden, kwamen daar nog enkele schools en departementen bij.
In 1960 stelde de regering van Ghana een commissie in die moest onderzoeken of Kumasi College of Technology een onafhankelijke universiteit zou kunnen worden. In begin 1961 bracht deze commissie een rapport uit waarin werd geadviseerd tot het creëren van twee onafhankelijke universiteiten: de Universiteit van Ghana en Kwame Nkrumah University of Science and Technology. KNUST werd officieel geïnaugureerd op 20 november 1961. Na de revolutie van 24 februari 1966 werd de universiteit omgedoopt tot University of Science and Technology, tot de naam in 1998 weer werd veranderd naar de oorspronkelijke naam.

## Campus
Op de campus zijn zes studentenhuizen aanwezig. Zo'n 40% van de studentenpopulatie heeft een plek in een van deze huizen. De huizen zijn Africa Hall, Independence Hall, Queen's Hall, Republic Hall, Unity Hall en University Hall. De overige 60% van de studenten kan een plek krijgen in een privé-hostel. Voor deze studenten zijn er ook gebouwen waar ze kunnen verblijven tussen de colleges door.
Op de campus, vlak bij de hoofdingang, ligt het Kwame Nkrumah Memorial Park, waar een groot standbeeld staat van Kwame Nkrumah omringd door vijf beelden van kinderen die op een trommel spelen.

## Colleges, faculteiten, centra en instituten
KNUST is opgedeeld in colleges, die in sommige gevallen bestaan uit een aantal faculteiten en/of schools en in andere gevallen uit departementen. Als een college is opgedeeld in faculteiten, zijn de faculteiten verder opgedeeld in departementen; als dat niet het geval is, is het college direct opgedeeld in departementen.

### Colleges

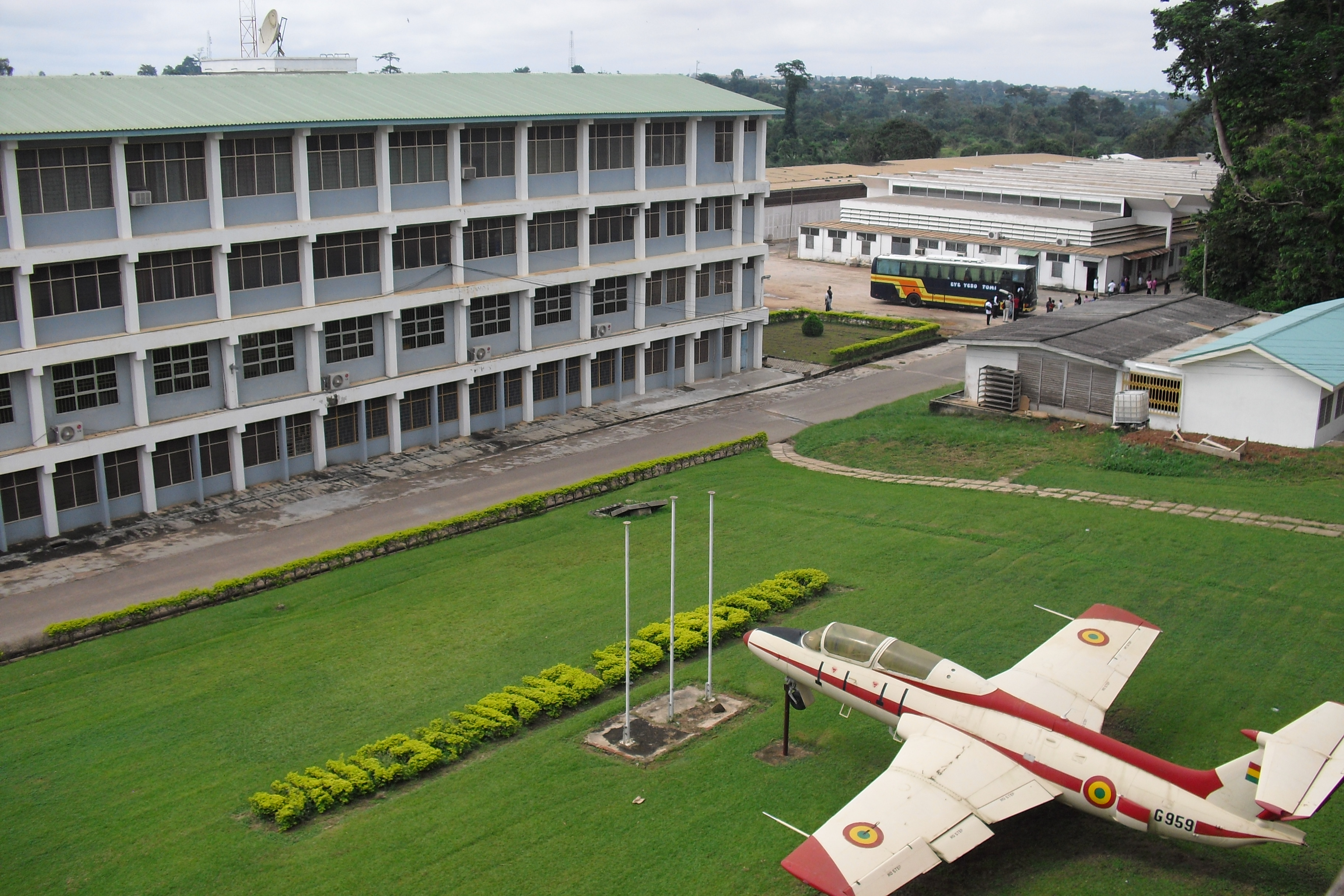
Gebouw van het college voor techniek

- College voor landbouwkunde en natuurlijke hulpbronnen
  - Faculteit landbouwkunde
  - Faculteit natuurlijke hulpbronnen
  - Faculteit voor bosbouwtechnologie
- College voor gezondheidswetenschappen
  - Faculteit paramedische wetenschappen
  - Faculteit farmacie en farmaceutische wetenschappen
  - School voor  tandheelkunde
  - School voor medische wetenschappen
  - School voor diergeneeskunde
- College voor vrije kunsten en sociale wetenschappen
  - Centrum voor culturele wetenschappen en Afrikastudies
  - Faculteit der kunsten
  - Faculteit rechtsgeleerdheid
  - Faculteit sociale wetenschappen
  - School voor bedrijfskunde
- College voor bouwkunde en planning
- College voor techniek
- College voor natuurwetenschappen

### Instituten
- Instituut voor studeren op afstand

### Centra
- Centrum voor gebruik en ontwikkeling van biodiversiteit
- Centrum voor culturele wetenschappen en Afrikastudies
- Centrum voor menswetenschappen
- Bureau voor geïntegreerd onderzoek en ontwikkeling
- Onderzoeksstation voor zuivel en rundvlees
- Kumasi centrum voor samenwerking in onderzoek
- Nationaal centrum voor wiskunde
- Centrum voor energie

## Studentenverenigingen en -faciliteiten
KNUST heeft meer dan 100 studentenverenigingen, waaronder vele sport-, muziek- en dansverenigingen. Voor studenten is er ook een zwembad waar zwemlessen voor worden aangeboden. Veel sporten kunnen worden beoefend in het stadion waar onder andere een basketbalveld, een volleybalveld en een atletiekbaan te vinden zijn. Een sportschool en een tennisbaan zijn ook aanwezig.
Voor religieuze studenten zijn er meerdere verenigingen, waaronder de Students Chaplaincy Council, de  Catholic Chaplaincy en de Anglican students Union. Daarnaast beschikt de universiteit ook over gezondheids- en veiligheidsfaciliteiten.